# Dicraeus
Dicraeus is een vliegengeslacht uit de familie van de halmvliegen (Chloropidae).

## Soorten
- D. aberrans Sabrosky, 1950
- D. agropyri Nartshuk, 1964
- D. discolor (Becker, 1910)
- D. elongatus Sabrosky, 1950
- D. fennicus Duda, 1933
- D. hercyniae Duda, 1933
- D. humeralis Nartshuk, 1964
- D. incongruus Aldrich, 1918
- D. ingrata (Loew, 1866)
- D. ingratus (Loew, 1866)
- D. napaeus Collin, 1946
- D. nigropilosus Becker, 1910
- D. nitidus Wahlgren, 1913
- D. polonicus Hunbicka & Walkowski, 1976

- D. raptus (Haliday, 1838)
- D. rossicus Stackelberg, 1955
- D. sabroskyi Beschovski, 1977
- D. scibilis Collin, 1946
- D. styriacus (Strobl, 1898)
- D. tibialis (Macquart, 1835)
- D. vagans (Meigen, 1838)
- D. volkanovi Beschovski, 1982
- D. wilburi Sabrosky, 1950